# Безмалиха
Безмалиха — деревня в Шиковской волости Островского района Псковской области. 
Расположена в 49 км к востоку от города Острова и в 7 км к югу от волостного центра, деревни Шики.
Численность населения деревни по состоянию на 2000 год составляла 1 человек.
| 2001 | 2002 | 2010 |
| ---- | ---- | ---- |
| 1    | ↘0   | →0   |